# 三浦隆 (地方公務員)
三浦 隆（みうら たかし、1959年 - ）は、日本の地方公務員、土木技術者。東京都建設局長を経て、東京テレポートセンター代表取締役社長、土木学会フェロー。

## 人物・経歴
1982年筑波大学第三学群卒業、東京都庁入庁。南多摩新都市開発本部に配属され多摩ニュータウン造成工事に携わった。2005年土木学会論文賞選考委員会委員。東京都スポーツ振興局スポーツ事業部スポーツ施設担当部長、東京都建設局河川部長兼東京都公園協会監事等を経て、2016年から東京都建設局道路監を務め、電線類地中化を進めるなどした。2017年土木学会監事。2019年東京都建設局長、ゆりかもめ取締役、多摩都市モノレール取締役。2020年東京テレポートセンター代表取締役社長、東京臨海ホールディングス取締役、日本道路協会理事。2022年東京都道路整備保全公社理事長。土木学会フェロー。